# Nema (île)
Pour les articles homonymes, voir Nema.
Nema ou Nama est une île des îles Carolines. C'est une municipalité du district des Mortlocks, dans l'État de Chuuk, un des États fédérés de Micronésie. Elle compte 1 151 habitants pour une  superficie de 1 km².